# Vysokorychlostní trať Praha–Vratislav
Vysokorychlostní trať Praha–Vratislav je plánovaná vysokorychlostní železniční trať, která by vedla z Prahy do Polska. Povede přes Hradec Králové (hlavní nádraží), Trutnov (terminál Poříčí) a Valbřich (jen Wałbrzych Szczawienko). Tato trať je také označována jako RS5.

## Trasa
Přesná podoba vysokorychlostní tratě není potvrzená. Na základě územně-technické studie bylo rozhodnuto, že ze 2 hlavních variant (přes Hradec vs. Liberec) byla vybrána trasa přes Hradec Králové. Následně nechala Správa železnic vypracovat studii proveditelnosti. Její podrobné výstupy zatím (k 9/2024) nejsou zveřejněny, musí nejprve zapracovat připomínky oponentního posudku a od SFDI.
Podle aktuálních materiálů Správy železnic má dojít k novostavbě vysokorychlostní trati na 320 km/h, která bude začínat u Prahy a ústit na současnou trať mezi Chlumcem nad Cidlinou a Hradcem Králové. Před vyústěním na současnou železniční síť bude odbočka na sjezd do Pardubic, který se napojí na koridor před Pardubicemi. Severně od Hradce dojde k modernizaci a zdvoukolejnění současné tratě do Jaroměře, novostavbě tratě z Jaroměře do Trutnova pro rychlost 200 km/h a kompletní přestavbě (částečně v nové stopě) mezi Trutnovem a státní hranicí. V Polsku pak má dojít k výstavbě nové trati od hranic s Českem přes Valbřich do města Żarów a odtud k modernizaci současné tratě do Vratislavi.

## Historie trasování

### 2 základní varianty

#### Varianta přes Hradec Králové
První varianta vede přes Hradec Králové. Tahle varianta by znamenala vedení vysokorychlostní tratě kolem dálnice D11, následně by pokračovala do Hradce Králové a na sever do Vratislavi. Znamenalo by to menší náklady (trať povede v koridoru pro dálnici) a menší odkup pozemků (pozemky u dálnice patří státu.) Trať by se u Chlumce nad Cidlinou rozpojila a odbočná trasa by vedla do Pardubic a hlavní trasa by vedla na Hradec Králové a na sever do Wroclawi. Z Pardubic by vedla nákladní trasa do Chrudimi; vedl by tudy i Východočeský diametr, který má zajistit bezúvraťové vysokorychlostní spojení mezi Hradcem a Pardubicemi. Dosáhneme ho modernizací tratě. SŽDC se i v současnosti snaží zrychlit dopravu ve směru Praha–Hradec Králové pod hodinu; bude se jednat o optimalizaci tratě přes Mstětice až Čelákovice na 160 km/h. Navíc variantě do Hradce přispívá i to že se spíše počítá s výjezdem VRT Praha–Brno na Poříčany. Tento výjezd může být využit i na variantě trati přes Hradec. Tuto variantu preferuje i Polsko.

#### Varianta přes Liberec
Uvažuje se i o druhé variantě přes Liberec. Ta by vedla Přes Mladou Boleslav kolem Turnova (i s odbočkou na Turnov) a na liberecké nádraží. Ještě než bylo rozhodnuto, kudy vysokorychlostní trať povede, vypadalo to spíše na variantu přes Hradec Králové, protože premiér Andrej Babiš navrhl úspornější variantu nové trati do Liberce: nová železniční trať na 120 km/h; ta měla vést dvěma tunely o celkové délce 2,5 km a na velkých mostech 2,89 km z Liberce do Svijan. Studie proveditelnosti ekonomicky podpořila variantu modernizace trati pouze do Mladé Boleslavi. Do Mladé Boleslavi se mělo dojet za méně než tři čtvrtě hodiny.
Kraj však usiloval o modernizaci až do Liberce. Nakonec došlo ke zpracování další studie proveditelnosti na spojení Praha–Liberec (jednalo se již o 18. studii), a ta byla schválena ministerstvem dopravy. V současnosti se tak počítá s vedením VRT přes Hradec Králové a s rozsáhlejší modernizací tratě do Liberce, než je uvedená výše - trať má být až na 200 km/h. Do Liberce by měla zajistit dojezdovou dobu z Prahy 69 minut minut.

### Zpřesňování varianty kolem Hradce Králové
Původně se počítalo s plnohodnotnou VRT na 320 km/h od Prahy až k hranícím s Polskem. Součástí stavby mělo být několik sjezdů (ve směru od Prahy na Poříčany, Pardubice, Hradec Králové, Trutnov a v opačném směru na Jaroměř). Této variantě však nevycházela ekonomická návratnost, a proto se prodlužovala smlouva se zpracovatelem studie proveditelnosti, došlo k prověření více variant a výsledkem je úspornější podoba.
Největšími změnami prošel úsek Hradec Králové - státní hranice (VRT Podkrkonoší), jehož součástí bude novostavba dvoukolejné tratě mezi Jaroměří a Polskem na rychlost maximálně 200 km/h (namísto 320 km/h už od Hradce Králové) a zdvoukolejnění a zrychlení současné tratě mezi Hradcem a Jaroměří.
Předcházející úsek VRT Východní Čechy (Poříčany - HK) prošel jen minimálními změnami, má být ukončen sjezdem do Hradce Králové po současné trati. Byl tak úplně vypuštěn "bypass" Hradce Králové podél dálnice, čímž došlo k výrazným úsporám.